# Taraxacum ziwaschum
Taraxacum ziwaschum là một loài thực vật có hoa trong họ Cúc. Loài này được R.Doll miêu tả khoa học đầu tiên.